# Hypogastrura nepalica
Hypogastrura nepalica är en urinsektsart som beskrevs av Riozo Yosii 1966. Hypogastrura nepalica ingår i släktet Hypogastrura och familjen Hypogastruridae. Inga underarter finns listade i Catalogue of Life.